# 곽수은

곽수은(郭修銀, 1969년 12월 26일生)은 가야금 작곡가이자 연주가이다. 본관은 현풍(玄風)이다.

## 생애
곽수은은  서울에서 1男1女중 장녀로  출생하였다. 국립국악고등학교를 졸업하여 서울대학교 음악대학 국악과 학사, 석사 박사로 졸업하였다.
6세, 피아노를 시작하여 뛰어난 음악성을 알아본 외삼촌인 윤미용의 권유로 15세에 가야금을 접하게 되었다. 그 후 국악고등학교에 입학 한 후 우수한 성적으로 졸업하여 1988년에 서울대학교에 입학하였다.
1989년 1월, 가야금 명인 김죽파 선생님의 마지막 제자로 들어갔고 선생님의 모습에서 무위(無爲)의 연주를 보고 가야금 연주자로서 나아갈 지침으로 삼았다.

## 음악활동
1996년에 국립국악원 우면당 제1회 가야금 독주회를 열었다.
가야금 연주자는 보통 작곡가에게 곡을 의뢰하여 연주하는 것이 일반적이지만, '21세기 한국음악 프로젝트'의 작곡 공모에 수상하여 싱어송라이터(sing a song writer)로서의 길을 인정 받았으며 이 후 전 곡을 스스로 작곡하고 연주하여 음반 1집 '가야금이 있는 풍경'(2008)과 2집 '가야금, 폭풍의 전설'(2011), 그리고 3집 '가야금을 위한 La Danza'(2015)를 출반하였다. 이에 가야금 작곡·연주의 시초인 황병기 명인은 2008년에 "여느 가야금 창작품과는 다르며 가야금 특유의 섬세한 감정과 손맛이 잘 담겨있다. (중략) 나의 첫 가야금 창작곡 이후 30년 간의 긴 시간 간극을 뛰어넘은 후학의 열정이 고맙고 귀하다. 앞으로의 작 창작 활동을 기대한다" 라고 했다.
2009년, 제자들로 구성된 가야금 앙상블 '라온G'를 창단한 후 지금까지 국내·외에서 수 많은 공연을 하고 있으며, 2013년 문화 체육관광부에서 주최하고 지원하는 문화 소외지역 공연에 선정되어 전국의 수요처에서 봉사 및 공연을 하고 있다. 2019년 11월 25일 '라온G' 창단 10주년을 맞아 기념 콘서트를 열었다.
벨기에, 체코, 프랑스, 영국에서 유럽투어 가야금 콘서트를 개최하고 미국, 독일, 영국, 콜롬비아 등 전세계 각지에서 국악 콘서트 및 강연을 하여 한국의 국악을 세계로 알리며 한국 문화의 세계화에 공헌하였다.

## 학력
- 국립국악고등학교 졸업
- 서울대학교 음악대학 국악과 학사 및 동 대학원 석사 졸업
- 2009년 서울대학교 음악박사(Doctor of Musical Arts)[2]

## 경력
- 1992년 ~ 2003년 국립국악중고등학교 교사
- 2003년 ~ 2005년 추계예술대학교 강사
- 서울대학교 강사
- 한양대학교 강사
- 이화여자대학교 강사
- 수원대학교 강사
- 영남대학교 겸임교수
- 한양대학교 겸임교수
- 영남 가야금 앙상블 단장
- 가야금 앙상블 '라온 G' 대표
- 아시아 琴교류회 이사
- 한국가야금연주자협회 정회원

## 수상
- 1989년 동아 국악콩쿨 현악부문 입상
- 21세기 한국음악 프로젝트 입상
- 2015년 KBS 국악대상 연주 현악상 수상
- 2015년 KBS 국악대상 대상 수상

## 음반
- 『곽수은 가야금독주곡집 Ⅰ- 바다와 산조- 』(1996)
- 『곽수은 가야금독주곡집 Ⅱ - 김죽파류 가야금산조- 』(2005)
- 『21세기 한국음악 프로젝트』 (2007, 국악방송)
- 『국립국악원 -배경음악-』(2008)
- Vol.1: 《가야금이 있는 풍경 (The scenery with Gayageum)》(2008)
- Vol.2: 《가야금, 폭풍의 전설 (Gayageum, Be the Legend)》(2011)
- Vol.3: 《가야금을 위한 LA DANZA (LA DANZA for Gayageum)》(2015)